# Танк
Танкът е бронирана бойна машина, най-често верижна, предназначена за фронтови сражения и съчетаваща оперативна мобилност с тактически настъпателни и отбранителни възможности. Основно оръжие по принцип е оръдието, монтирано във въртящ се купол, допълвано от картечници, а тежката броня и високата проходимост защитават танка и екипажа му. Поради своите огромни възможности и значителната си гъвкавост в бой, танковете се смятат за ключов елемент в съвременните въоръжени сили.
Скоростта е около 30 – 50 km/h по умерено тежък терен и над 70 km/h на шосе.
Независимо че настоящите танкове са много бързи, сегашната тенденция е да се сведе до минимум придвижването им на собствен ход, поради големия разход на енергия. Минните полета и блатистите терени са голяма пречка за самостоятелното им придвижване. Транспортирането по въздуха се ограничава от голямото им тегло. Ето защо се предпочита доставянето на танковете до театъра на бойните действия да става по вода или с наземен (в частност железопътен) транспорт. Танковете са особено полезни при действия в пустинни области – факт, доказан от първата Война в Персийския залив (1991), както и от войната в Ирак.

## История
Предшественици на танковете били трактори, покрити с метални плочи. Първите танкове са въоръжени само с картечници и за пръв път са използвани през Първата световна война. На 15 септември 1916 година англичаните транспортират 49 танка Марк I за Битката при Сома, от които само 32 са в състояние да участват в първия бой, а едва 9 прекосяват ничията земя и достигат до германските позиции.
През Втората световна война те са основен елемент на блицкрига. Намират и всевъзможни и разнообразни приложения: като миночистачи, огнемети, командирски танкове, съоръжавани са с кранове, използвани са за булдозери и влекачи.
След Втората световна война въоръжението им непрекъснато се усъвършенства и включва противотанкови ракети, инфрачервени и лазерни системи за насочване и визуализация, радари, миномети, сателитна комуникация, коаксиални на основното оръдие по-малки оръдия, леки и тежки картечници, димни гранати, сълзотворен газ, компютри, „реактивна броня“ и др.

## Класификация
Класификацията на танковете по бойно тегло възниква още в най-ранния етап на развитието на танкостроенето, т.е. тогава, когато всички танкове са имали почти еднаква маневреност и бронева защита. По това време основната разлика между различните класове танкове е била в количеството на въоръжението им, а от там и в числеността на екипажа. Именно това обстоятелство оказва определящо влияние на габаритите и бойната маса на танка. Счита се, че за основа на класификацията по бойно тегло послужва товароподемността на железопътните платформи и мостове. Съгласно приетата класификация по бойно тегло танковете биват следните.
- Малък танк (танкета) – с бойно тегло до 5 тона. Въоръжен с 1 или няколко картечници. Голяма част са плаващи. Основното им предназначение е за водене на разузнаване в интерес на общовойсковите и танковите части и съединения, като средство за връзка, за форсиране на водни прегради и за противотанкова борба. Използвани са за усилване на конницата и пехотата, за настъпление срещу преминал в отбрана противник, но само след пробив на предната отбранителна полоса и под прикритието на леки танкове.

- Лек танк – с тегло от 5 до 15 тона. Въоръжен с малокалибрено оръдие и от 1 до няколко картечници. Основно са използвани като средство за усилване на пехотата.
- Среден танк – с тегло от 15 до 30 тона. Въоръжен с голямокалибрено оръдие и от 1 до няколко картечници. Предназначени са за усилване на пехотата при пробив на силно укрепена отбранителна полоса на противника.
- Тежък танк – с тегло над 30 тона. Въоръжен с няколко оръдия от различен калибър и няколко картечници. Предназначени са за усилване на общовойсковите съединения при пробив на силно укрепена отбранителна полоса или укрепен район (УР) на противника.
- Свръхтежък танк – с тегло над 75 тона. Предназначен да пробива отбранителните линии на врага без той да може да го унищожи или повреди по какъвто и да било начин. Свръхтежките танкове се оказват нерентабилни, и като цяло са съществували много малко проекти за такива поради голямата нужда от стомана и липсата на достатъчно мощни двигатели за конструирането им.

Постепенно бойното тегло престава да бъде критерий за надеждна оценка на бойните качества на танка. Едно и също бойно тегло е можело да се дължи на усилената бронезащита, на по-мощно въоръжение или на по-големи габарити.
След 1950 година е прието танковете да се делят на две групи:
- Основни бойни танкове, (ОБТ) (англ. Main battle tank – MBT) – танкове предназначени за решаването на основни бойни задачи. Съчетават висока мобилност, бронираност и огнева мощ.
- Леки танкове – в тази група влизат всички танкове предназначени за решаването на поддържащи и специални задачи: танкета, плаващ танк, разузнавателен танк и т.н. По принцип те се отличават от ОБТ с по-малката си бронезащита (лека броня, често на основата на алуминиеви сплави) и по-слабо въоръжение (невинаги).

## Конструктивни елементи
От Втората световна война насам промишленото производството на танкове се ръководи от фактори като лесно и бързо производство, цена, влиянието на даден дизайн върху материално-техническо обезпечение и поддръжката на бойното поле. Отчитането на тези фактори дава количеството танкове, което дадена държава може да си позволи да произвежда, купува и поддържа. Практиката показва, че нито един танков дизайн не е произведен в значителни размери, ако се оказва твърде сложен за изпълнение или води до значително оскъпяване на производството или поддръжката. Затова често икономическите показатели за производство имат преимущество през тактико-техническите характеристики. Типичен пример за това е именно втората световна война, когато дизайна на съюзниците – T-34 и М4 Шърман, танкове с проста конструкция в резултат на инженерни компромиси, се използват успешно срещу далеч по-съвършените германски танкове, които са трудни за производство, по-скъпи и с усложнено техническо подсигуряване на бойното поле. Тъй като екипажът прекарва по-голяма част от времето си с поправка и поддръжка на танка, инженерните решения водещи до опростяване стават основен фактор при производството на танкове след втората световна война, заедно с усъвършенстването на механичните и електронните технологии.
Трите традиционни показателя, определящи ефективността на танка в битка са неговото въоръжение, защита и подвижност. Бойната сила на танка се определя от способността да идентифицира, напада и унищожава целта. Защитата включва способността на танка да възпрепятства откриването, нападението, обезвреждането и разрушаването си. Подвижността е тактическа (тесен обхват), при придвижване на бойното поле през бариери и препятствия, както и стратегическа (дълги разстояния) – способността на танка за транспорт към бойното поле по път, въздух или вода.
Конструкцията на танка винаги прави компромис в един от тези три показателя, тъй като не е възможно и дори необходимо да се оптимизират и трите едновременно. Например, увеличаването на защитата, означава увеличаване на теглото и оттам намаляване на мобилността; повишаването на боеспособността с прикачването на по-мощно оръдие води до намаляване на мобилността или намаляване на защитата, за да се компенсира теглото. Дори при оптимизирани танкове като М1 Ейбрамс, притежаващ добра боеспособност, скорост и броня, преимуществата се губят от мощния двигател, обезпечаващ танка, който консумира гориво и стеснява обсега на употреба на танка.

### Двигател
В ранните етапи на развитие на танкостроенето обикновено е използван бензинов двигател. В края на 30-те години на миналия век започват да се използват дизелови двигатели, а в края на века на някои танкова вече се монтират газотурбинни двигатели. Първият танк с газотурбинен двигател (ГТД) е съветският Т-80.
В хода на развитието на танкостроенето расте и мощността, надеждността и другите основни показатели на танковите двигатели. В ранните модели фактически са монтирани автомобилни двигатели, но с нарастването на теглото на танка се появява необходимостта от специално конструирани двигатели. За да има танка приемливи ходови качества съотношението мощност на двигателя/бойна маса на танка не трябва да бъде по-малко от 18 – 20 к.с./т.
| Страна-производител | Модел        | Бойна маса, т | Мощност на двигателя, (к.с.) | Съотношение к.с./т | Тип на двигателя |
| ------------------- | ------------ | ------------- | ---------------------------- | ------------------ | ---------------- |
| Франция             | Льоклерк     | 54,6          | 1500                         | 27,4               | дизелов          |
| Русия               | Т-80У-М1     | 46            | 1250                         | 27,2               | газотурбинен     |
| САЩ                 | M1A2 Ейбрамс | 62,5          | 1500                         | 24                 | газотурбинен     |
| Германия            | Леопард-2А5  | 62,5          | 1500                         | 24                 | дизелов          |
| Израел              | Меркава Mk.3 | 60            | 1200                         | 20                 | дизелов          |
| Великобритания      | Чалънджър-2  | 62,5          | 1200                         | 19,2               | дизелов          |
| Русия               | Т-90         | 46,5          | 840                          | 18,1               | дизелов          |

### Ходова част
Почти всички танкове в историята са имали верижна система за задвижване (гъсеничен движител), чийто прототип е патентован през 1818 г. от французина Дюбоше, но някои танкове, например леките колесно-верижни танкове БТ (СССР) или танкът Кристи (САЩ), са се движили и на колела. Верижната конструкция на ходовата част позволява на танка да се движи без затруднение в условията на липса на пътища и по различни типове почва. Веригите на съвременните танкове са изработени от стомана с метални или гумено-метални шарнири. Веригите при някои танкове се движат по метални ролки, по правило гумирани, а при други се използват специални поддържащи ролки. Обикновено в съвременните танкове ролките са от 5 до 7. В предната част се намират направляващите колела, които заедно с механизма за натягане осигуряват необходимия опън на веригата. Веригата се привежда в движение от водещите колела, задвижвани от двигателя посредством предавателна кутия. Завиването се осъществява чрез блокиране на една от веригите.
Един от най-важните параметри на ходовата част се явява специфичното налягане на танка върху почвата. То представлява съотношението между масата на танка и опорната повърхност на веригата и се измерва в kg/cm². Колкото по-малко е това съотношение толкова по по-мека почва може да се движи танка.
| Страна-производител | Модел        | Бойна маса, (т.) | Специфично налягане, kg/cm² |
| ------------------- | ------------ | ---------------- | --------------------------- |
| Германия            | Леопард-2    | 62,5             | 0,85                        |
| Русия               | Т-90         | 46,5             | 0,85                        |
| Русия               | Т-80У        | 46               | 0,85                        |
| Великобритания      | Чалънджър-2  | 62,5             | 0,98                        |
| Франция             | Льоклерк     | 54,6             | 1,0                         |
| САЩ                 | M1A2 Ейбрамс | 62,5             | 1,07                        |

### Системи за защита на екипажа и танка
- Броня

Съвременните танкове притежават сложна по конструкцията си броня. Като цяло се различават два вида броня – пасивна броня и динамична защита.
В съвременното танкостроене се използва многослойна пасивна броня, произведена от няколко слоя стомана, керамика, стъклотесктолити, материали с висока плътност (напр. обеднен уран), противонеутронни слоеве (предназначени за намаляване на неутронното излъчване при ядрен взрив), различни вътрешни покрития (за защита на екипажа от броневи осколки) и др. Това е т.нар. композитна броня. Тя навлиза в употреба в разгара на Студената война, като първият масово произвеждан танк с композитна броня е съветският Т-64, макар и техниката да е приложена за пръв път при американския Т95.
Освен основната броня, често на танковете се монтират допълнителни противокумулативни екрани. Принципът им не се е изменил от времето на Втората световна война, когато и съветските и немските танкисти закрепвали листове ламарина за защита от преносимите противотанкови оръжия на противника. Противокумулативният екран представлява решетка или платно от метал, смес от тъкан и гума и др. При попадение на кумулативен снаряд разривът става преди срещата с основната броня. По този начин кумулативната струя изминава значително разстояние, а това води до нейния разпад и намаляване на пробивната и сила.
В съвременните танкове броневите листове са разположени под ъгъл с вертикалата, дебелината на бронята е силно диференцирана – предните сектори на корпуса и куполата са защитени много по-добре от страничните (бордовите) сектори и задната част на корпуса. Такава схема на брониране е приета след продължителни анализи на повредените в бой танкове, при който е доказано, че голямата част от попаденията са именно в челната част.
Динамичната защита се състои от специални контейнери с взривно вещество разположени непосредствено в броневия лист (обикновена динамична защита) или върху броневия лист (навесна динамична защита). Така при попадение в бронята на танка динамичната защита детонира и до голяма степен снижава ударната сила на боеприпаса поразил танка. Обикновената динамична защита се използва за борба с всякакъв вид боеприпаси, докато навесната динамична защита е предназначена само за борба с кумулативни боеприпаси.
- Система за активна защита
Активната защита представлява система за изстрелване на специални снаряди, работеща съвместно с локална радиолокационна система. След като радиолокационната система открие приближаващ се към танка снаряд (напр. от гранатомет) автоматично се подава команда за изстрелване на снаряд, който се взривява и създава облак от осколки. Осколките унищожават противотанковия снаряд или значително снижават пораженията от него. Въвеждането на въоръжение на активната защита значително (над 3 пъти) повишава живучестта на танка.
Пионери в тази област са съветските и руските танкостроители. Те първи въвеждат комплекс за активна защита – „Дрозд“. Системата е монтирана на танка Т-55 АД през 1983 г.

- Система за защита от оръжия за масово поразяване
Системата за защита на екипажа от оръжия за масово поразяване (ОМП) се състои от множество подсистеми – за филтриране на въздуха, за създаване на вътрешно налягане, компоненти вграждани в бронята за защита от неутронното излъчване, пълно херметизиране на танка и т.н. По този начин се осигурява защита на екипажа от поразяващите фактори на ядрения взрив, химическото и биологическото оръжие.
- Система за оптико-електронно подавяне
Насочването към целта на съвременните управляеми противотанкови средства се осъществява от оператор или от система за самостоятелно управление до целта. Поради това танковете се въоръжават с различни системи за оптико-електронно подавяне, за защита от управляваните чрез корекция, по лазерен лъч или радио противотанкови оръжия. Системите за оптико-електронно подаване създават смущения в каналите за управление на ПТ оръжията.
- Системи за създаване на димни завеси
По своята същност димните завеси представляват аерозоли. Благодарение на състава си те значително затрудняват проникването на светлината от видимия диапазон. Това позволява танка да се „скрие“ от визуалното наблюдение или от наблюдението с помощта на различни технически средства (лазерни или инфрачервени прицели), като по този начин да се затрудни прицелването по него. Димните завеси значително снижават ефективността на противотанковите средства използващи лазерни, инфрачервени или телевизионни системи за управление.

- Съвременните танкове са въоръжени с два основни вида системи за създаване на димни завеси:
  1. система от специални димови гранатомети.
  2. термодимна система.
- Други системи за маскировка
За повишаване маскировката на танка се използват различни методи – боядисването на танка в маскировъчни цветове, монтирането на системи за маскировка в инфрачервения диапазон, намаляване шума на двигателя, покриване с радиопоглъщащи материали и т.н.

### Въоръжение
- Танково оръдие

Основно въоръжение в танка е танковото оръдие. В повечето от случаите то се използва за стрелба с право мерене. Съвременните танкове имат гладкостволни или нарезни оръдия с голям калибър (от 105 mm до 125 mm). Обикновено са снабдени със система за автоматично зареждане, което позволява да се намали екипажа и да се увеличи темпът на стрелбата.
Оръдията използват широка гама от боеприпаси, предназначени за унищожаване на бронирани цели и пехота. Основните типове боеприпаси използвани от танковете са:
- фугасен снаряд (осколочно-фугасен снаряд) – предназначен е за унищожаване на лекобронирани и небронирани цели и жива сила.
- кумулативен снаряд – предназначен за поражение на бронирани цели.
- подкалибрен броенебоен снаряд – предназначен за поражение на бронирани цели.
- специални снаряди – за поставяне на димни завеси и др.
- управляем снаряд – за поражение на бронирани цели и нисколетящи обекти, като хеликоптери.

| Страна-производител | Модел на танка | Модел на оръдието | Тип на оръдието | Калибър, mm | Наличие на автомат. зареждане |
| ------------------- | -------------- | ----------------- | --------------- | ----------- | ----------------------------- |
| Франция             | Льоклерк       | CN-120-26         | гладкостволно   | 120         | да                            |
| Русия               | Т-80У-М1       | 2А46М-1           | гладкостволно   | 125         | да                            |
| САЩ                 | M1A2 Ейбрамс   | М256              | гладкостволно   | 120         | не                            |
| Германия            | Леопард-2 А5   | L44               | гладкостволно   | 120         | не                            |
| Израел              | Меркава Мк.3   | MG-251            | гладкостволно   | 120         | не                            |
| Великобритания      | Чалънджър-2    | L30E4             | нарезно         | 120         | не                            |
| Русия               | Т-90           | 2А46М             | гладкостволно   | 125         | да                            |

- Картечница
По правило съвременните танкове са въоръжени с две картечници. Едната е монтирана сдвоена с оръдието и се използва за водене на огън по пехота и небронирани цели. Втората картечница е монтирана на куполата на танка и се използва за водене на огън по нисколетящи цели – най-вече вертолети.

- Ракетно въоръжение
Ракетното въоръжение се използва в танковете като допълнение на танковото оръдие. Въпреки че са правени доста опити да бъде създаден танк с изцяло ракетно въоръжение опитите не са довели до налагането на танк от този тип в съвременния бой.
Създадени са и танкове, от чието оръдие могат да се изстрелват различни видове управляеми ракети. Съвременните модели танкове са въоръжени с такова оръдие. С него може да се води огън не само със снаряди, но и с управляеми ракети. Достигната е ефективност на попаденията 80% (за цели тип „танк“), а дистанцията на стрелбата е от порядъка на 4000 m.
- Друго въоръжение
Някои модели танкове са въоръжени с автоматични минохвъргачки (използват се не само за водене на огън по пехотата, но и за разминиране).

Все по-често се появяват съобщения за въоръжаването на танкове с лазерни оръжия, напр. за най-новите модели китайски танкове. Още през 1980-те години Ирак използва танкове с монтирани на тях противопехотни лазери, които ослепяват близо 4000 ирански войници в хода на войната.

## Тактика на използване
Танкът може да изпълнява широк кръг от бойни задачи. Въпреки това основните задачи, поставяни пред него, са непосредствена поддръжка на пехотата, противотанкови операции и развитие на пробива. Именно развитието на пробива, а след това и развитието на успеха на операцията е най-ефективният вид задача. В този случай танковите съединения се въвеждат в района на пробива и благодарение на високата си мобилност, огневата си мощ и високата си автономност могат да се придвижат в дълбочината на отбраната на противника, да прекъснат пътищата му за снабдяване, да разрушават обекти от неговата инфраструктура, щабове и свързочни възли и да овладяват важни стратегически райони.
При създаване на благоприятни тактически условия танковите съединения могат да обкръжат противника, чрез обход и обхват. Именно с такива дълбоки танкови вклинявания немската армия печели бързите си победи в началото на Втората световна война.
Въпреки че танкът притежава висока степен на универсалност и великолепни бойни качества, той не може да изпълнява всякакви задачи. Например при водене на бой в населени места танкът може да действа само при плътната поддръжка на пехотата. Друга слабост на танка е слабата съпротивителна сила срещу нападение от въздуха. В наши дни най-страшният противник за танка е именно хеликоптерът за противотанкова борба.

## Компоновка на танка
До този момент почти всички танкове в световен мащаб са изпълнени по т. нар. класическа компоновъчна схема. Класическата компоновъчна схема включва корпус с моторно-тансмисионно отделение и монтирана върху него въртяща се на 360° купола, в която е монтирано основното въоръжение на танка – оръдието. Изключение от класическата компоновъчна схема са:
- шведския танк Strv 103 изпълнен по безкуполна схема. При него движението на оръдието по хоризонталата се осъществява чрез завъртането на цялата машина, а за движението по вертикалата – специални хидропневматични устройства.
- израелските танкове Меркава Мк.1, Меркава Мк.2 и Меркава Мк.3 при които моторно-трансмисионното отделение е разположено в предната част на корпуса.

## Перспективи за развитие
От Втората световна война насам танковите войски са основната ударна сила в наземните войскови операции. Уникалното съчетание на маневреност, броня и огнева мощ позволяват на танка да решава голяма част от задачите в съвременния бой. Това дава възможност да се направят няколко извода в бъдещото развитие на танка:
Усъвършенстване на въоръжениетовъв връзка с близката перспектива за преминаване към по-мощни оръдия от калибър 140 mm, се правят разработки за електромагнитни и електрохимически оръдия. Това ще позволи да се достигне начална скорост на снаряда от 4000 – 5000 m/s, а това от своя страна ще доведе до повишаване на бронепробиваемостта му. При оръдията от този калибър най-вероятно ще се наложи преминаване унитарни боеприпаси към боеприпаси с разделно пълнене. Ще влизат на въоръжение все по-съвършени системи за управление на огъня.
Усъвършенстване на системите за защитаТук тенденцията е към усъвършенстване на пасивната броня и системите за динамична и активна защита. Възможна е появата на електрическа броня (виж по-горе). Активно ще се работи по създаването на различни системи за създаване на смущения, оптико-електронно подавяне и други средства за борба с високоточните оръжия.
Усъвършенстване на компановъчната схемаВ настоящия момент усъвършенстването на компановъчната схема конструктивно е изчерпало своя резерв. В стадий на разработка са различни новаторски конструктивни схеми – например, разделянето на танка на изолирани боен отсек и отсек за управление; двусъставен танк и др.
Усъвършенстване на системите за управление на бояСвързване в бъдеще на танковете в обща компютърна мрежа, което ще позволи подобряване тактиката им на използване.